# بيار زلوعة
بيار زرلوعة (مواليد 9 فبراير 1965) هو عالم أحياء لبناني. له أبحاث واسعة في مجال الاستعداد الوراثي والإمراض مثل السكري النوع الأول والتلاسيميا بيتا. لكن أتت شهرته عندما شارك في المشروع الجينوغرافي التي قامت به الجمعية الجغرافية الوطنية.

## نشأته
ولد بيار زلوعة في مدينة زغرتا، يوم 9 فبراير من عام 1965. حصل على درجته العلمية في علو الأحياء من الجامعة الأميركية في بيروت عام 1987. وماجستير العلوم من جامعة سان خوسيه الحكومية عام 1990. ثم أجرى أبحاثه التي أدت إلى حصوله على درجة الدكتوراه من جامعة كاليفورنيا، دافيس التي تخرج منها عام 1996.

## وصلات خارجية
- صفحة الجامعة الأميركية اللبنانية
- د. بيار زلوعة وفكرة النقاء الجيني الذكري الفينيقي - موقع الحوار المتمدن
- LAU : منحة قطرية إلى زلوعة لتعميق الأبحاث عن مرض السكري
- بيار الزلوعا في موقع Ehden Family Tree